# Hazennest
Hazennest is een buurtschap  in de gemeente Tilburg in de Nederlandse provincie Noord-Brabant. Het ligt ten noordoosten van de stad Tilburg, tussen Rugdijk en Berkel-Enschot.
Noord-Brabant: Steden en dorpen      Nederland: Provincies · Gemeenten